# Aino Ackté
Aino Ackté, född 23 april 1876 i Helsingfors, död 8 augusti 1944 i Vichtis, var en finländsk librettist och operasångare (sopran).

## Biografi
Ackté växte upp med ett sångarpar som föräldrar, scendebuterade 1893, studerade från 1894 vid konservatoriet i Paris, debuterade på Stora operan där 1897 med stor framgång och sjöng på den scenen de främsta sopranpartierna i Faust, Romeo och Julia, Tannhäuser, Lohengrin, Josef och andra operor, enstämmigt berömd för både musikalisk och dramatisk talang. Hon studerade även för sin mor Emmy Achté som efter faderns död år 1900 övertagit posten som chef för konservatoriet i Helsingfors.
Hon var fast anställd vid Stora operan i Paris 1897–1904, tillhörde Metropolitan Opera i New York 1904–1906 och företog till 1913 opera- och konsertturnéer till Europas främsta musikcentra samt var i tre olika omgångar fäst vid Covent Garden-operan i London. Hon grundlade tillsammans med E. Fazer Inhemska (sedermera Finska) operan i Helsingfors och tog initiativ till operafestivalen i Nyslott, som hon ledde fram till 1930.
På Kungliga teatern i Stockholm uppträdde hon 1903 som Margareta, Elisabet, Elsa och Julia samt 1908 som Salome och Tosca. Vid nytt besök i Stockholm 1911 gav hon konsert. För scenen var hon väl utrustad: högväxt, smärt och elegant gestalt och med strålande mörka ögon, i fransk skola utbildad sopranröst av stor jämnhet och klar, frisk klang, med vackra höjdtoner. Hennes sångsätt var parisiskt förfinat, spelsättet likaså, men ej fritt från konventionalism eller överdrift i mimik och åtbörder; den sångdramatiska framställningen brast emellanåt i värme och fördjupning. Vid gästspel i Sverige ansågs hon vara bäst som Julia och Elisabet. Hon gästspelade också i Dresden, Warszawa, Köpenhamn, New York och London.
Ackté gjorde åren 1902, 1903, 1905, 1906 och 1913 tjugo skivinspelningar. Hon har gett ut noveller och memoarer.
Konstnären Albert Edelfelt målade flera porträtt av Ackté år 1901, bland annat ett där hon avbildades i modern promenaddräkt och ett där hon porträtterades i en rollkostym.
1901 gifte hon sig med advokaten i Helsingfors, juris doktor Heikki Renvall, men fortsatte att vara fast anställd vid Paris-operan. Äktenskapet upplöstes senare, och hon gifte 1919 om sig med officeren och politikern Bruno Jalander.
Aino Ackté ligger begravd på Sandudds begravningsplats, nya området.

## Galleri

Aino Ackté i Tännhauser
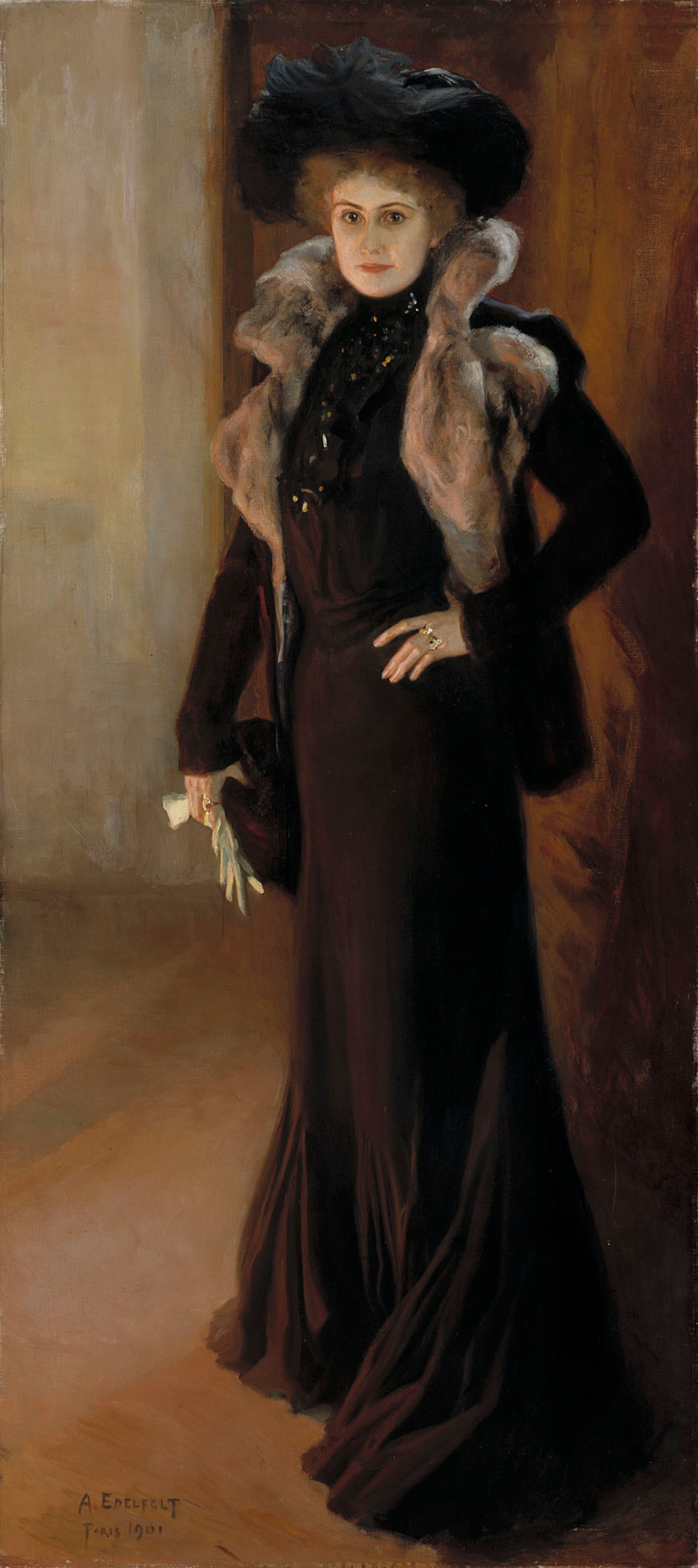
Målning av Albert Edelfelt år 1901
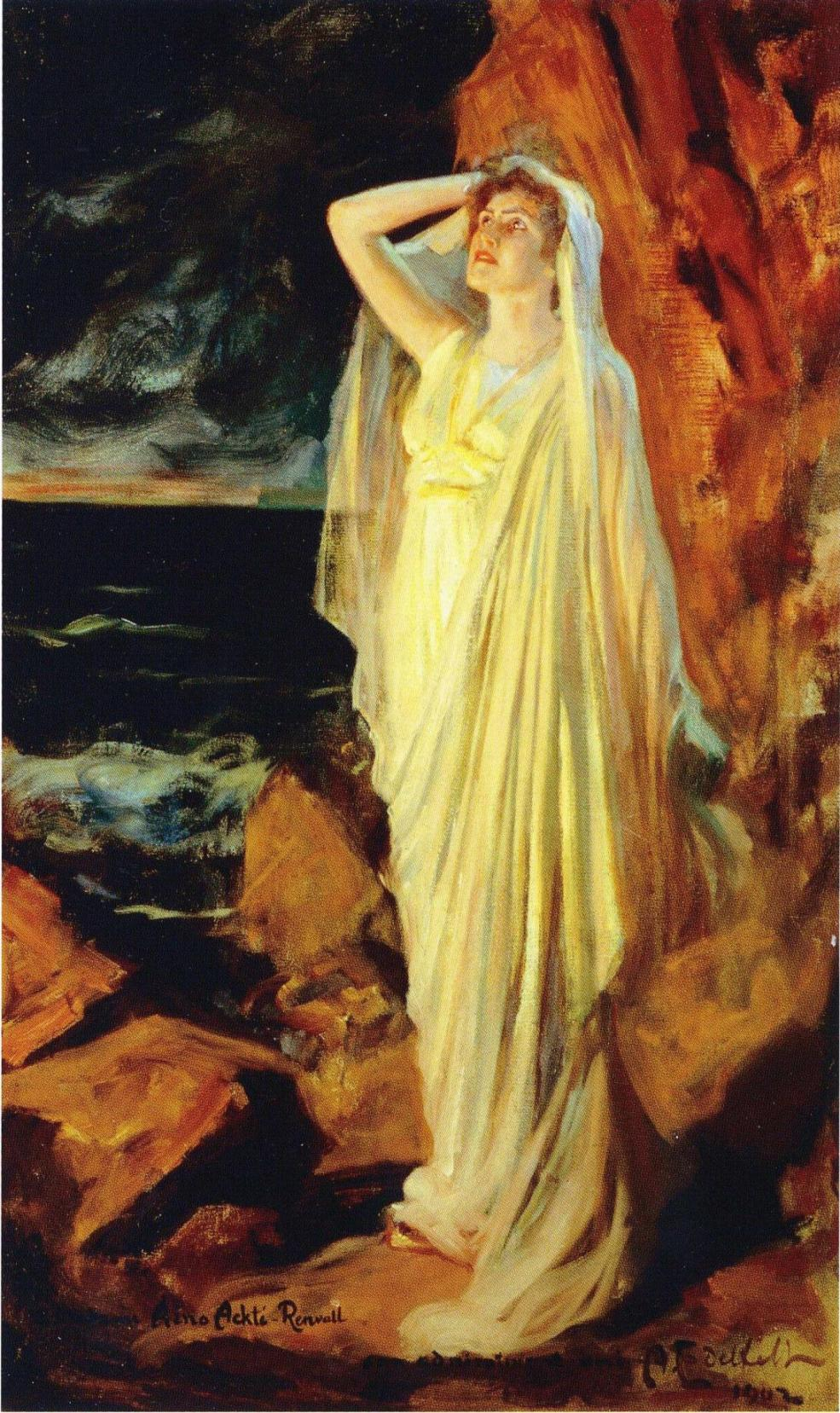
Målning av Albert Edelfelt år 1902: Aino Ackté i operan Alceste som Alceste vid stranden av floden Styx

### Svenska utgåvor
- Minnen och fantasier / övers. av Bertel Gripenberg. Stockholm: Bonnier. 1916. Libris 1517168. https://litteraturbanken.se/f%C3%B6rfattare/Ackt%C3%A9A/titlar/MinnenOchFantasier/sida/VII/faksimil?om-boken
- Minnen och upplevelser. Stockholm: Fahlcrantz. 1925. Libris 2236996

### Finska utgåvor[12]
- Miten suuressa maailmassa (1907)
- Muistoja ja kuvitelmia (1916)
- Muistojeni kirja. 1./Minnen och upplevelser (1925)
- Taiteeni taipaleelta (1936)
- Muutama lehti muistojeni kirjasta (1904)
- Kenraali Bruno Jalanderin muistelmia Kaukaasiasta ja Suomen murroskaudelta (1932)